# Беляус (городище)
Беляус, Южно-Донузлавское городище, Восточно-беляусское городище — греко-скифское городище, существовавшее с IV до н. э. до I н. э. Находится городище возле села Знаменское непосредственно на берегу моря. Исследовалось с 1960-х годов Донузлавской экспедицией Института археологии АН СССР, под руководством О. Д. Дашевской. Объект культурного наследия федерального значения.

## Исследования
Разведки начались с 1962 года, а раскопки Беляуса с 1964 года Донузлавской экспедицией Института археологии АН СССР, под руководством О. Д. Дашевской. Раскопки с перерывами ведутся до настоящего времени.
Современный топоним наследован от соседнего бывшего села Беляу́с, искажённое Бель-Аву́з; крымскотат. Bel Avuz, Бель Авуз «ущелье-устье», которое как хутор впервые было упомянуто во второй половине XIX века. Транскрипция Бель-Ауз впервые приведена археологом-нумизматом П. О. Бурачковым в 1875 году, а современный вариант написания был предложен П. Н. Шульцем в 1933—1934 годах.

## Описание
Греко-скифское городище, расположено на берегу моря в 1,5 км к юго-востоку от села Знаменское Черноморского района Крыма и в 7 км к западу от озера Донузлав. Есть гипотезы локализации тут устья реки Гипакирис, упомянутой Геродотом как одна из шести главных рек Скифии. Древнее название поселения в письменных источниках не сохранилось.

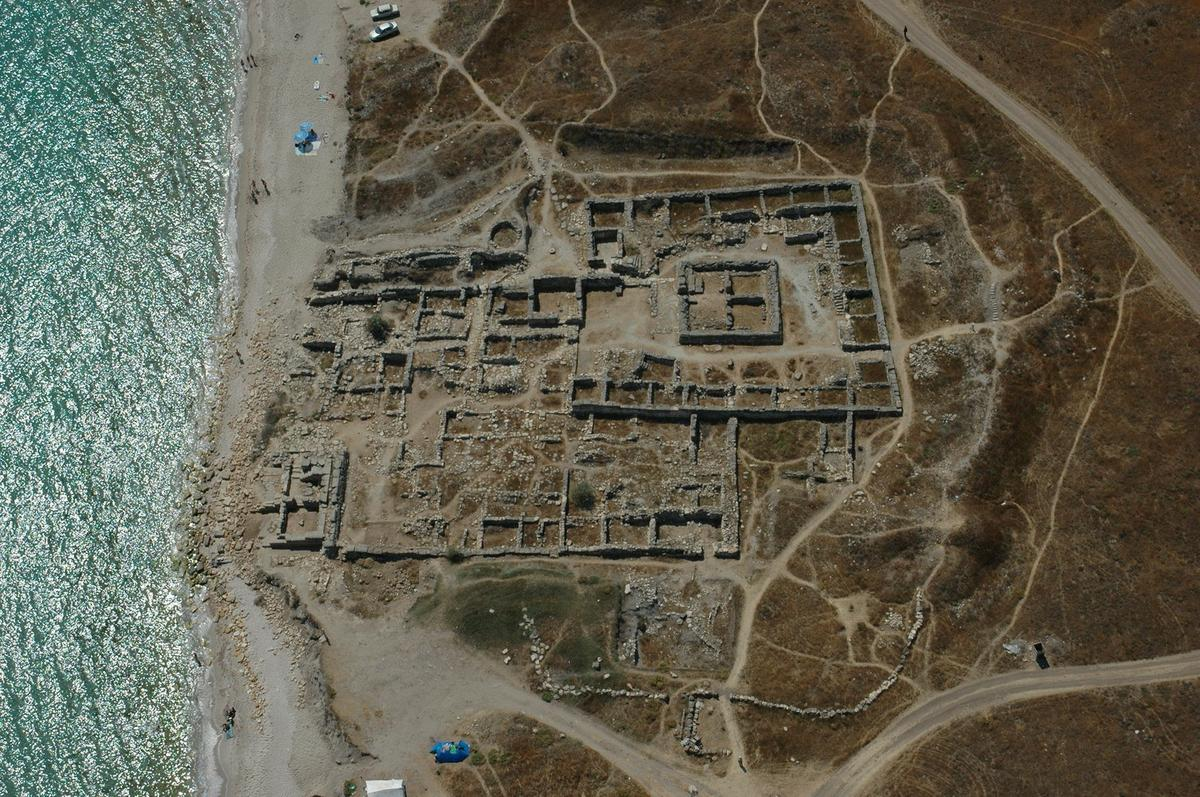
Беляус с высоты птичьего полёта

### Греческий период
Греческое поселение отмечается здесь с последней четверти IV в. до н. э. Его основали выходцы из Херсонеса. На равнине они выращивали злаки и вывозили пшеницу в Херсонес. Они также занимались виноградарством, скотоводством, охотой и рыболовством.
Первоначально поселение представляло собой относительно крупную укрепленную усадьбу с мощной многоэтажной башней размерами 11х11 метров в одном из углов. В течение столетия образовался комплекс из пяти совместно стоящих усадеб укреплённых стенами. По внутренней стороне стены располагались жилые и хозяйственные помещения.
Посредине каждой усадьбы располагался двор, мощённый каменными плитами. Почти все усадьбы имели на углу квадратную многоэтажную башню. Юго-западная прибрежная башня служила  маяком. Она возведена из тщательно отёсанных рустованных квадров, на которых высечены повторяющиеся инициалы каменотесов. Стены башни сохранились на несколько рядов кладки. Верхние этажи были жилыми, а нижний - хозяйственным. Башни имели колодцы глубиной до 6 метров. Они окаймлялись массивной плитой и закрывались каменной крышкой. Поэтому колодцы за прошедшее время не заполнились грунтом.
На рубеже III—II вв. до н. э. Беляус подвергся нападению скифов. После этого основание одной из башен укрепили противотаранным поясом. Сложенный из крупных блоков известняка длиною до 1,5 м, пояс имел первоначальную высоту около 4,5-5 м и придавал основанию башни вид пирамиды.
В одной из усадеб была обнаружена баня. Её слегка покатый пол, был выложен из тщательно отесанных и подогнанных прямоугольных плит. Вода через отверстие у стены попадала в водосток соседнего помещения, а оттуда в магистральный водосток, шедший в направлении оврага-рва.

### Скифский период
В начале II в. до н. э. Беляус захватили поздние скифы. Позднее они произвели перепланировку и частичную перестройку построек поселения. В конце II в. до н. э. херсонеситы предприняли попытку вернуть ранее подконтрольные территории при помощи войск Понтийского царства под командованием Диофанта. Однако победа над скифами в Диофантовых войнах не изменила ситуацию на этом городище. Скифы по-прежнему контролировали поселение, укрепив его облицованными камнем валом и рвом. Скифская линия обороны начала I в. до н. э. была открыта в ходе раскопок вдоль восточного края поселения на протяжении 80 метров. Высота её достигала 3 метра. Раскопано уникальное для поздних скифов инженерное сооружение — мост через ров, с тоннелем длиной 5 метров, с каменной кладкой и перекрытием десятью большими плитами.
В первой половине I в. н. э. ров городища был засыпан мусором с золой. Вскоре за этим последовала и окончательная гибель поселения. Жизнь здесь прекратилась во второй половине I в. н. э. Предположительно, скифы покинули поселение под натиском сарматских племен.
В 75 метрах северу от городища расположен некрополь размерами около 250 на 200 метров, возникший в греческий период, но большинство погребений позднескифские. К доскифскому периоду относятся немногочисленные погребения в урнах, совершенные по обряду кремации. Взрослых преимущественно хоронили в земляных склепах, а детей — в подбойных могилах. Раскопано несколько склепов, сложенных из каменных квадров. Построенные греками, они многократно использовались и содержали, в основном, скифские захоронения I в. н. э. В одном из склепов было открыто вторичное гуннское захоронение мальчика-подростка с богатым инвентарём.
В Украине охранялся как памятник  культурного наследия местного значения. Охраняется в Российской Федерации как объект культурного наследия федерального значения — Восточно-беляусское городище  Объект культурного наследия народов РФ федерального значения. Рег. № 912441419170006 (ЕГРОКН). Объект № 8232110000 (БД Викигида).